# Finanças solidárias
As Finanças Solidárias constituem-se em um esforço de setores sociais normalmente atentos à problemática dos padrões de desenvolvimento que tem por objetivo viabilizar a utilização de recursos econômicos, por meio de instrumentos financeiros, de forma a incidir na redução da pobreza no mundo, favorecendo concomitantemente a perspectiva do desenvolvimento ambientalmente sustentável, ao mesmo tempo em que pretende viabilizar meios de emancipação social das comunidades envolvidas nos projetos financiados. Neste sentido, tem como referência o movimento maior da economia solidária, em que insere-se ao mesmo tempo, enquanto partícipe e enquanto fator de impulso.
No Brasil, o movimento das finanças solidárias possui ainda desenvolvimento relativamente incipiente, por motivos diversos, dentre os quais podemos citar especialmente a ausência do hábito de poupança na população e uma série de impedimentos legais à constituição das cooperativas de crédito e à captação da poupança por instituições que não estejam incorporadas ao Sistema Financeiro Nacional.
Em países asiáticos, notadamente Bangladesh, latino-americanos ou europeus, os movimentos de finanças solidárias tem importante impacto no seio das comunidades mais empobrecidas, bem como muito maior dinamismo nas condições de operação em função de maior flexibilidade legal.

## A economia solidária
(Sobre este tema, ver também: economia solidária e autogestão)
Os processos de solidariedade encontram-se enraizados na cultura popular e na tradição brasileira. Os mutirões, que remontam à vida rural, continuam presentes tanto no campo quanto na cidade, nos momentos da plantação e da colheita, na construção e na reforma das casas populares. A economia solidária desenvolve-se por sobre as tradições da nossa população na produção e no trabalho .
Dois elementos principais podem ser apontados num exercício de caracterização mais acurada da economia solidária:
1) a redução e, se possível, eliminação de formas de apropriação desigual dos excedentes produzidos, combatendo ao máximo a exploração do trabalho;
2) o estímulo ao máximo possível dos processos participativos na deliberação sobre as estratégias dos empreendimentos, sobre formas internas de organização, sobre processos produtivos, sobre política de investimentos, gestão de pessoal, etc.
Em suma, eliminação da exploração do trabalho e democracia interna acentuada. Tais características por vezes fazem pensar que a economia solidária seja idêntica à autogestão. Ainda que haja muita proximidade, nem sempre o movimento da economia solidária apresenta-se estruturado por meio da autogestão.

### O crédito popular
Mesmo o crédito popular é costumeiramente envolto por relações de compadrio e de amizade. É o fiado, a caderneta da mercearia, o empréstimo do nome. Sobre esta base a rede varejista estabeleceu o crediário para aquisição de bens de consumo. Em muitas empresas os funcionários desenvolvem consórcios informais de dinheiro como mecanismo de ajuda e poupança mútua.
No caso do crédito produtivo popular, que se apresenta como novidade, o desafio é ter o pobre como empreendedor, ator econômico. Só a partir dos anos 1990, como estratégia de combate à exclusão social, é que, no Brasil, começa a se ampliar o debate sobre economia solidária e as práticas do crédito produtivo ou microcrédito. Isto num cenário de estagnação econômica, de ampliação do desemprego e de informalidade das atividades econômicas mais populares no contexto da reestruturação produtiva onde as novas tecnologias potencializam o uso da mão-de-obra, propiciando que empreendimentos desenvolvam-se com um, dois, ou muito poucos trabalhadores.

### A globalização e o sistema financeiro
O vasto fenômeno que configura a chamada globalização é objeto de controvérsias entre vários autores. Held & McGrew (2001) apresentam a existência dos que defendem que a globaização seja sim um fenômeno histórico, político, econômico e social atual enquanto outra corrente que eles denominam de "céticos do globalização" defendem que tudo desenvolve-se nos mesmos marcos do capitalismo, com acentuações próprias de cada época.
Uma das características centrais desse momento, de qualquer modo, e nisto consentem a maioria dos autores, é que o desenvolvimento do atual sistema financeiro desempenha papel absolutamente central na definição de nosso período histórico, pelos seus atributos operacionais, pelos volumes envolvidos, bem como pelo número de transações que se realizam.
Também consentem a maioria dos autores quanto ao perfil atroz, perverso, "ditatorial" e "virulento" do sistema financeiro contemporâneo: pode fazer sucumbir décadas de lutas e esforços de desenvolvimento de povos, países, pelo simples movimentar das riquezas por meio do trânsito cibernético dos valores; expolia populações inteiras, principalmente aquelas de culturas ancestrais, pela imposição da queda dos valores de seus produtos (commodities) enquanto, concomitantemente, impõe sobrecargas sobre o endividamento destes povos por meio de cobranças de juros pós-fixados, ou seja, variáveis conforme as circunstâncias, o que tem implicado em taxas sempre mais altas em qualquer período de crise de origem política, civil, sanitária ou mesmo de tragédias ambientais.
Na Teologia da Libertação, o sistema financeiro internacional tem sido apontado como Idolatria da Morte para acentuar a radicalidade do efeito perverso que este sistema possui, em linha com a expressão repetidamente usada pelo professor Paul Singer, de que o sistema financeiro está blindado contra os pobres.

### Outro sistema financeiro possível?
O enfrentamento da perversidade sistêmica da globalização acontece por meio do desenvolvimento de uma consciência crítica ao sistema, pela conformação de grupos de pressão política contrários aos ditames da atual ordem sócio-política e econômica e pelo desabrochar de práticas sociais contra-hegemônicas. Assim, por exemplo, o desenvolvimento de práticas de democracia direta e participativa para enriquecer e questionar os limites da democracia representativa. Do mesmo modo, na economia, pelo crescimento das formas autogestionárias e cooperativas de produção, pelo consumo consciente, ambiental e socialmente justo. E no campo das finanças, pelo surgimento das experiências e ações das finanças solidárias.
Novos tratamentos da temática da poupança, novas finalidades para ela, novos tratamentos das opções de investimento, novos tratamentos para o problema dos riscos do crédito, e portanto para o desenvolvimento de formas de garantir operações de financiamento, que permitam aos pobres acessar os recursos disponíveis para alavancar novos padrões de desenvolvimento humano. Resgatar a moeda como ferramenta de convivialidade e não como mecanismo de espoliação. Tais são alguns dos desafios para um sistema de finanças solidárias.

### Organizações das finanças solidárias
Apesar de relativamente pouco conhecido, o movimento de finanças solidárias possui já um lastro histórico de cerca de dois séculos, se buscarmos suas origens no cooperativismo de crédito inspirado nos movimentos de Rochdale. Ao longo deste período, foi assumindo diversas formas organizacionais e diversificando as modalidades de sua intervenção.
Nos anos recentes, principalmente a partir dos anos de 1970, especialmente com a repercussão da experiência do desenvolvimento do microcrédito em Bangladesh, de constituição do Grameen Bank, sob a liderança do prof. Muhammad Yunus, este tipo de movimento passou a ser mais conhecido e estudado.
Dentre os tipos das organizações de finanças solidárias, deste modo, podemos citar:
a) cooperativismo de crédito;
b) organizações de microcrédito e microfinanças;
c) bancos comunais (ou comunitários);
d) fundos solidários;
e) moedas sociais;
f) bancos alternativos;
g) sociedades de garantia;
h) redes de estudo, intercâmbio de experiências e de fomento;

### Desafios para o fortalecimento das finanças solidárias
Desafio da Identidade
Parte-se da premissa de que o compromisso com a mudança social deva ser o fator estimulador da atuação das organizações e de cada um de seus integrantes, gestores, quadro técnico, funcionários, parceiros e colaboradores. Nem sempre é fácil manter esta compreensão quando se adentra ao ambiente do cálculo monetário, das taxas e da busca do equilíbrio financeiro da organização. Há sempre que se evitar o risco do distanciamento da utopia social.
Desafios da Universalização
Em tese, poder-se-ia desejar que todos aqueles que envolvem-se e afirmam compromissos com a mudança social, nas mais diversas formas de organização, mas também individualmente, devessem apoiar, de alguma maneira, o esforço do desenvolvimento de um campo de finanças solidárias. Para tanto, além da disseminação das várias modalidades de organizações listadas pelo território nacional, seria desejável que as organizaçoes pudessem desenvolver "produtos" financeiros que permitissem tanto formas de poupança com destinação solidária quanto financiar ações solidárias diversas. No caso brasileiro, poupança por organizações com o perfil descrito enfrenta fortes restrições legais e normativas, dificultando por sua vez formas de financiamento em função da pouca disponibilidade de recursos. Há que se ter muita criatividade e buscar compor parcerias inovadoras entre tais organizações para viabilizar iniciativas que operem nos marcos da legalidade, mas com as premissas de transformação dos sujeitos e dos beneficiários desse tipo de atividade. Há quem discuta se atuar nos marcos legais não impediria o potencial transformador de tais iniciativas. Outros pensam que seja necessário investir na mudança do quadro legal, o que apresenta-se extremamente difícil. Mas estes são os problemas que devem ser enfrentados.
a) O dilema da auto-sustentação
No Brasil, uma vez que a poupança solidária está impedida pelos marcos legais, alguns programas surgiram por iniciativa direta dos governos municipais ou estaduais. Em alguns, os vários níveis de governo estabelecem parceria com os bancos públicos e conjuntamente liberam recursos com taxas subsidiadas aproveitando-se da ampla rede de agências existentes. Em outros casos, os governos ou outra agências financiadoras estimulam o surgimento de ONG’s locais para as quais são liberados recursos iniciais para implantação dos programas de microcrédito. Finalmente, há casos de ONG’s de origem autônoma em relação aos governos que buscam recursos públicos e privados.
Com exceção da primeira modalidade, o esforço da auto-sustentação tem dificuldades para honrar os passivos assumidos ou para desenvolver ações de divulgação do trabalho junto às comunidades, limitando assim o número de créditos oferecidos.
b) O dilema dos recursos humanos
O perfil do quadro funcional de uma organização de microcrédito deve equilibrar competência profissional, ética e sensibilidade social. Esta última deve se materializar numa disponibilidade para inserir-se em meio às práticas e à vida cotidiana da população mais empobrecida e das periferias.
c) O desafio dos recursos tecnológicos
Na prática, as organizações de crédito solidário estão em processo de desenvolvimento e/o aperfeiçoamento dos seus mecanismos de controle e avaliação dos créditos concedidos, da sua eficácia operacional e da organização como um todo. As soluções de informática utilizadas apresentam-se, na maioria dos casos, instáveis e incompletas não atendendo a todas as funcionalidades necessárias. A expectativa da expansão das organizações implica, por outro lado, na utilização de banco de dados unificado, acessível a partir de diversas localidades por meio de redes particulares ou públicas, como a Internet, o que requer superar as inconsistências apontadas anteriormente, e contratar serviços de telecomunicações para operação da rede.
d) O desafio da articulação
As organizações de crédito solidário devem ampliar suas relações com as redes de economia solidária que tenham agregado agentes produtores e comercialização. Esta aproximação permitirá acelerar a realização de negócios pelos múltiplos agentes. Constatar o surgimento de associações de seus gestores e dirigentes estimula pensar no desenvolvimento de produtos comuns, tais como seguros e fundos de investimento solidário.
e) O desafio do diálogo com o governo federal
A oportunidade que se abre com a constituição do governo Lula é excepcional para a expansão da economia solidária. O direcionamento de recursos financeiros e a facilitação da interlocução entre este setor e os órgãos administrativos da esfera estatal poderá resultar no fortalecimento do mercado interno e no crescimento do emprego que absorve a mão-de-obra atualmente excluída do mercado de trabalho.
Para isso:
- É necessário que se faça um levantamento e planejamento da origem e da monta dos recursos que possam ser disponibilizados para a economia solidária;
- É necessário criar um espaço democrático e transparente para definir os canais de distribuição desses recursos e estabelecer formas de controle social de sua aplicação;
- É necessário estabelecer um fórum em que os diversos órgãos do governo independentemente do ministério, autarquia ou empresa estatal que esteja subordinado possam dialogar e interagir com as organizações de crédito solidário.

### Autores e pesquisadores dedicados ao estudo das Finanças Solidárias
- Paul Singer, Professor de Economia, Titular da Secretaria Nacional de Economia Solidária (SENAES) desde 2003.
- Prof. Boaventura de Sousa Santos, coordenador do Projeto Reinventar a Emancipação Social: Para novos manifestos, cuja segunda publicaçao dedica-se à economia solidária: Produzir para Viver: os caminhos da produção não capitalista, Rio de Janeiro: Civilização Brasileira, 2002. Há capítulos sobre finanças solidárias.